# 리누
리누(본명: 이인우, 1982년 11월 30일 ~)는 대한민국의 가수이다.

## 학력
- 수원대학교 사회체육학과

## 경력
- 2021년 MBN 보이스킹 우승
- 2017년 학교폭력예방 홍보대사
- 그룹 '비오케이' 멤버
- 너의목소리가 보여 '윤상'편 우승

## 수상
- 2021년 MBN 보이스킹 우승

## 데뷔
- 2010년 싱글 앨범 "2010 Sunshine Fellow #3"

## 음반
- 2023년 6월 2일 갈아타는 곳
- 2022년 12월 15일 Best Friend
- 2022년 11월 23일 선물 같은 하루를 그대와
- 2022년 9월 26일 암연
- 2022년 8월 29일 오 마이 웨딩 OST Part.11 You my love
- 2022년 1월 21일 수줍게 빛나던 그 모든 날
- 2021년 12월 6일 국가대표 와이프 OST Part.4 - 별이 될래
- 2021년 11월 23일 틈만나면
- 2021년 9월 15일 너를 버텨내는 일
- 2021년 3월 17일 운다
- 2020년 JG PROJECT
- 2020년 11월 16일 연애의 온도
- 2020년 9월 22일 잊어주라(장정한)
- 2019년 10월 20일 환상의 타이밍 OST Part.7 - Promise U
- 2018년 8월 1일 안녕
- 2018년 REAL LIVE NANJANG LIVE
- 2018년 데릴남편 오작두 OST Part.2 - 제발
- 2017년 12월 14일 생일 축하해
- 2017년 11월 3일 그냥 마셨어
- 2017년 7월 21일 소중함을 몰랐었던
- 2017년 오늘 뭐 먹지
- 2017년 6월 14일 같은 동네
- 2017년 바람이 분다
- 2016년 12월 8일 My Girl (마이걸)
- 2016년 떠나지마
- 2016년 다시 시작해 OST Part.16 - 11시 11분
- 2016년 기분 좋은 날
- 2015년 10월 15일 마크툽 프로젝트 Vol. 07
- 2015년 6월 12일이 새벽에
- 2015년 4월 14일 Dignity
- 2013년 더 바이러스 OST
- 2013년 하비티 Single 1.
- 2011년 8월 30일Sensibilities Vol.1
- 2011년 5월 6일 Deep
- 2010년 2010 Sunshine Fellow #3